# Philodendron amargalense
Philodendron amargalense är en kallaväxtart som beskrevs av Thomas Bernard Croat och M.M.Mora. Philodendron amargalense ingår i släktet Philodendron och familjen kallaväxter. Inga underarter finns listade.